# Капорулин, Константин Николаевич
Константин Николаевич Капорулин (12 января 1908, Ковжа, Новгородская губерния — 6 июня 1989, Ленинград) — советский хозяйственный, государственный и политический деятель, доктор технических наук, профессор, Заслуженный деятель науки и техники РСФСР.

## Биография
Родился в посёлке Ковжинского лесопильного завода в Новгородской губернии. Член КПСС.
С 1929 года — на советской работе в Вологодской области.
С 10 марта 1941 по 21 декабря 1945 года служил в Красной Армии, инженер-капитан. Участвовал в Великой Отечественной войне на Карельском фронте, старший помощник начальника отдела снабжения горючим 14-й армии.
- с ноября 1949 года декан факультета механизации, с 1 января 1953 года директор Ленинградского института механизации сельского хозяйства (в 1954 г. объединён с ЛСХИ).
- с 1954 г. профессор кафедры «Сельскохозяйственные машины» факультета механизации сельского хозяйства Ленинградского сельскохозяйственного института (ЛСХИ).
- с 1959 по 1975 год ректор ЛСХИ.

Доктор технических наук, профессор. Делегат XXII съезда КПСС.
Умер в Ленинграде 6 июня 1989 года.

### Сочинения
- Сельскохозяйственные машины и орудия тракторной тяги [Текст] / К. Н. Капорулин, Н. Г. Соминич. — Москва ; Ленинград : Гос. изд-во с-х. и колхоз.-кооп. лит., 1931—1932. — 2 т.; 24 см. Т. 1: Орудия и машины для обработки почвы и производства посева [Текст]. — 1931. — 350 с. Ч. 2: Машины для уборки трав и хлебов, обмолота, очистки и сортирования зерна [Текст]. — 1932. — 425 с. : ил.
- Сельскохозяйственные машины и орудия [Текст] : Допущено Всес. ком-том по высш. техн. образ. при ЦИК СССР в качестве учебника для растениеводческих вузов / К. Н. Капорулин, Н. Г. Соминич. — 2-е изд., испр. и доп. — Москва ; Ленинград : Сельхозгиз. Ленинградское отд-ние, 1935 (Л. : тип. «Печатный двор»). — Переплет, 517 с., 2 с. объявл. : ил.; 23х15 см. — (Учебники для сельскохозяйственных вузов).
- Сельскохозяйственные машины и орудия [Текст] : Глав. упр. вузов и техникумов Наркомзема СССР допущено в качестве учебника для растениеводческих вузов / К. Н. Капорулин, Н. Г. Соминич. — 3-е изд., перераб. — Москва ; Ленинград : Сельхозгиз, 1936 (Л. : тип. «Печатный двор» им. А. М. Горького). — Переплет, 586 с. : ил.; 23х16 см. — (Учебники и учебные пособия для сельскохозяйственных вузов).
- Сельскохозяйственные машины [Текст] : Допущ. ВКВШ при СНК СССР в качестве учеб. пособия для агр. вузов и фак-тов / К. Н. Капорулин, Б. Г. Турбин. — Москва ; Ленинград : Сельхозгиз, 1945 (Л. : тип. «Печатный двор»). — 779 с. : ил.; 22 см. — (Учебники и учебные пособия для высших сельскохозяйственных учебных заведений).
- Механизация и электрификация сельскохозяйственного производства [Текст] : [Для агр. и зоотехн. фак.] / К. Н. Капорулин, Н. С. Ждановский, С. А. Иофинов и др. — Москва ; Ленинград : Сельхозгиз, 1958. — 880 с., 3 л. ил. : ил.; 23 см. — (Учебники и учебные пособия для высших сельскохозяйственных учебных заведений).

## Награды
- орден Ленина
- орден Октябрьской революции
- орден Трудового Красного Знамени
- орден Отечественной войны I степени (6.4.1985)
- орден Красной Звезды
- 15 медалей, в том числе:
  - «За оборону Советского Заполярья»
  - «За победу над Германией»
- Заслуженный деятель науки и техники РСФСР

## Комментарии
1. ↑  Ковжинский лесопильный завод ликвидирован с 1 января 1960 года, находился в селе Ковжа Шольского района[1] (с 1927 года, с 1959 года — в Белозерском районе Вологодской области).